# Jan Myrdalbiblioteket

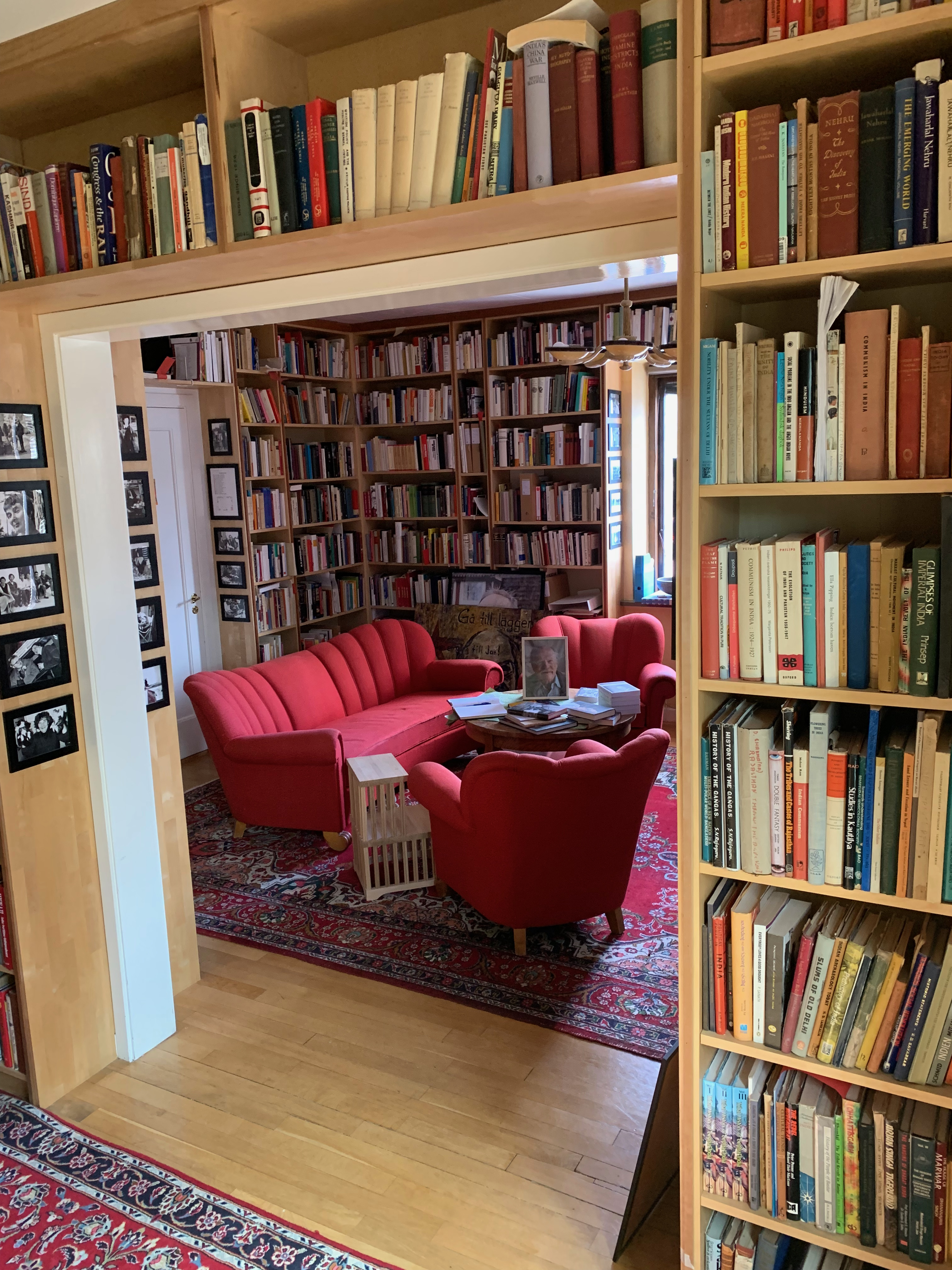
Jan Myrdalbiblioteket, Indienrummet

Jan Myrdalbiblioteket är ett bibliotek i Varberg. Bibliotekets samlingar består av Jan Myrdals och Gun Kessles efterlämnade bok- och konstsamlingar och speglar sålunda deras kulturella och politiska intressen. Boksamlingen rymmer omkring 50 000 volymer, årgångar av ett stort antal tidskrifter och annan periodika samt propagandamaterial. Ungefär 30 procent av titlarna finns inte i något annat Libris-bibliotek och därför sannolikt inte heller i något annat svenskt bibliotek. En ansenlig mängd titlar finns inte heller tillgängliga i något av de stora nationella biblioteken eller forskningsbiblioteken i västvärlden.  
Biblioteket rymmer även en konstsamling som bland annat består av affischer och litografier från Myrdals och Kessles resor. Därtill förvaltar biblioteket deras personarkiv.

## Bakgrund
Bibliotek och arkiv förvaltas av Jan Myrdalsällskapet. Katalogiseringen av böcker, häften och övriga publikationer inleddes  2013. Arbetet utfördes av en rad personer som ideellt arbetade med att bygga upp biblioteket. Samlingarna är nu till större delen registrerade i Kungliga bibliotekets Libris och finns på plats i öppna hyllor. Biblioteket är tillgängligt för forskare, författare, journalister och alla andra som i sin verksamhet kan ha nytta av samlingarna. Arbete med att katalogisera konstsamlingen och ordna arkivet pågår.